# Deklaracija o iniciranju procesa neovisnosti Katalonije
Deklaracija o iniciranju procesa neovisnosti Katalonije (kat. Declaració d'inici del procés d'independència de Catalunya) je službeni dokument koji je donio Katalonski parlament.
Španjolska je odlukama 2010. ograničila katalonsku autonomiju, zbog čega su održani veliki prosvjedi 10. srpnja 2010. godine. 23. siječnja 2013. godine u Katalonskom parlamentu je s 85 glasova za, 41 protiv i 2 suzdržana donesena Deklaracija o suverenosti i pravu na određenje naroda Katalonije (kat.: Declaració de sobirania i el dret a decidir del poble de Catalunya). Ustavni sud Španjolske suspendirao je ovu deklaraciju 8. svibnja 2013. godine. 9. studenoga 2014. godine održan je Konzultativni referendum o neovisnosti Katalonije koji je polučio potporu.
Ovim dokumentom pokrenut je proces katalonskog osamostaljivanja. Na izborima u Kataloniji 27. rujna 2015. godine independističke stranke dobile su većinu zastupničkih mjesta. Nakon toga proindependističke stranke u parlamentu su 9. studenoga 2015. objavile Deklaraciju. Izglasovali su ju sa 72 glasa "za", 63 "protiv" i nijednim suzdržanim. 
Deklaracija objavlju početak procesa stvaranja neovisne katalonske države u obliku republike i proglašava početak, participativna, otvorena, integrirajućega i aktivnog građanskog ustavnog procesa postavljanja temelja budućeg Katalonskog ustava. Španjolska Vlada je iste godine proglasila deklaraciju ništavnom.
Rujna 2017. uslijedila je Španjolska ustavna kriza 2017. i mjere zastrašivanja radi sprječavanja održavanja referenduma najavljenog za listopad. Održan je Referendum o neovisnosti Katalonije, slijedila je Katalonska deklaracija neovisnosti odnosno Proglašenje neovisnosti Katalonije i zatim suspenzija katalonske autonomije od strane španjolske vlade.
9. lipnja 2017. katalonska vlada najavila je nadnevak održavanja referenduma o neovisnosti. Ustavni sud Španjolske proglasio ga je nezakonitim 6. rujna 2017. i suspendirao, jer krši Španjolski Ustav iz 1978. godine. Referendum se održao 1. listopada 2017., pri čemu je proces glasovanja bio osporavan i ometan, i polučio 90% većine glasova za neovisnost uz izlaznost 42,58%. Posljedično je Europska komisija složno proglasila referendum nezakonitim.